# Deborah Cox
Deborah Cox, född 13 juli 1974 i Toronto, är en kanadensisk R&B-sångerska, skådespelerska och filmproducent som hade stora framgångar under 1990-talet.
Tidigt år 1995 släpptes Deborah Coxs debutsingel "Sentimental" som blev en stor hit med en fjärdeplats på USA:s R&B-singellista, Hot R&B/Hip-Hop Songs, och även nådde framgång internationellt med placeringar i den övre hälften på de flesta musiklistor singeln låg på. Den 12 september 1995 släpptes sångerskans debutalbum, Deborah Cox. Framhävd av skivans första singel, sålde debutalbumet i över en miljon kopior. Albumets andra singel, "Who Do U Love", blev också en stor hit som sålde i över 500 000 exemplar enbart i USA. Låten blev även Coxs första listetta på USA:s danslista, Hot Dance Club Songs, och en topp-tjugo singel på majoriteten av alla andra listor låten låg på internationellt. 
Det andra studioalbumet, One Wish, gavs ut år 1998 och innebar ett kraftigt kommersiellt uppsving för sångerskan. Albumet blev Coxs bästsäljande så långt och certifierades platina av RIAA. Dess ledande singel, "Nobody's Supposed to Be Here", slog alla rekord i USA:s musikhistoria när den låg etta i fjorton raka veckor på landets R&B-singellista. Deborah Cox behöll rekordet i över åtta år. Den stora publiciteten som albumet genererade bidrog till senare musiksinglar stora kommersiella framgångar. "It's Over Now" blev ytterligare en förstaplatshit på danslistan för Cox och "We Can't Be Friends" nådde en åttonde plats på Billboard Hot 100 och förstaplatsen på USA:s R&B-singellista. Framgångarna gjorde Deborah Cox till en av Kanadas framgångsrikaste musikartister under 1990-talet.
Cox tredje studioalbum, The Morning After, gavs ut den 5 november 2002. Skivan är influerad av hiphop-musik och albumet är med sin sjundeplats sångerskans högst listpresterande musikalbum på USA:s R&B-albumlista, Top R&B/Hip-Hop Albums, hittills i karriären. 
År 2007 släpptes Coxs fjärde studioalbum och jazzdebut, Destination Moon, som blev en kommersiell succé på USA:s jazzlista där albumet nådde en tredjeplats. Skivan hyllades som en av de bästa jazzutgivningarna under 2007. Albumet mottog även en Grammy Award-nominering. 
År 2008, efter ett uppehåll från R&B-genren på över 6 år, gjorde Deborah Cox ett comeback-försök med The Promise. Sångerskans femte studioalbum såldes sämre än tidigare albumhits under 1990-talet. Dess andra singel "Beautiful U R" blev trots det sångerskans bäst presterande musiksingel på nästan 10 år. 
Deborah Cox omnämns ofta som en av Kanadas främsta kvinnliga R&B-musiker och hon hade fram till 2008 sålt över fem miljoner album internationellt.. Hon är också känd för att vara framgångsrik inom dansmusikgenren. Med över tio förstaplatshits på den amerikanska danslistan tituleras hon ofta som "Drottningen av dansmusik".

## Uppväxt
Deborah Cox växte upp i Scarborough, Toronto. Hennes föräldrar har afro-guyanskt påbrå. I det kristna hemmet hade familjemedlemmarna en nära relation till varandra och vardagen centrerades kring familjemiddagar och kyrkobesök. Coxs mamma och styvpappa lyssnade mestadels på reggae och klassisk R&B och soulmusik. En av hennes barndomsidoler blev Gladys Knight. Vid 12 års ålder vann hon en talangtävling, vilket gav henne chansen att sjunga i olika TV-reklamer. Efter att ha gått i flera katolska skolor studerade Cox vidare på den prestigefyllda Claude Watson School som tonåring. Där studerade hon klassisk musik och jazz. "Det var inte direkt vad jag ville göra." har Cox sagt i en intervju. "Men det öppnade mina ögon för klassisk musik som senare kom att bli ett av fundamenten för min sångträning." Under skolgången kunde sångerskan ändå bibehålla en nära relation med R&B-musiken då hon framträdde på nattklubbar och olika lokala tillställningar med egenskrivna låtar. Vid 15 års ålder träffade Cox Lascelles Stephens, som arbetade som gaffeltrucksförare på dagen och hiphopproducent och låtskrivare på natten. Tillsammans gjorde paret, som efter några år kom att bli romantiskt involverade, flera demoinspelningar som de skickade till några av Kanadas största skivbolag. Men inga av bolagen nappade på inspelningarna och skyllde på att de redan hade fullt med artister signerade under sig.
Frustrerade flyttade Cox och hennes pojkvän, Stephens, till Los Angeles år 1994. Tack vare flytten fick Cox chansen att göra intryck på Arista Records chef Clive Davis som startat karriärer åt artister som Bruce Springsteen, Toni Braxton och Whitney Houston. "Det var väldigt skrämmande" förklarade Cox i en intervju. "Jag bytte kanske outfit tio gånger – jag visste ju inte vad som var lämpligt att bära vid ett möte med en skivbolags vd." Cox sjöng för Davis som erbjöd sångerskan ett skivkontrakt omedelbart. "Den där kombinationen av en spektakulär röst, skönhet och förmågan att kunna skriva sina egna låtar är väldigt ovanlig" förklarade bolagschefen för tidskriften Maclean's. Deborah Cox började att arbeta som körsångerska åt Celine Dion. I mitten av 1995 började Cox arbeta på ett debutalbum.

## Liv och karriär

### 1995–1997:Deborah Coxoch byte av manager
Clive Davis kom att bli chefsproducent för arbetet med debutalbumet och anlitade några av 90-talets hetaste låtskrivare och musikproducenter för projektet. Majoriteten av albumets innehåll kom att skapas av Dallas Austin, Kenneth "Babyface" Edmonds, Keith Crouch och Daryl Simmons. "Vi ville skapa riktiga låtar med tidlös kvalité" förklarade Cox i en intervju med Jet Magazine samma år. Den 12 september släpptes Deborah Coxs självbetitlade debutalbum. Skivan debuterade på 105:e plats på USA:s albumlista Billboard 200 och klättrade som högst till 102:a plats följande vecka. Deborah Cox föll ur listan en månad senare men gick in igen efter flera veckor och låg till slut sammanlagt sexton veckor på listan. Albumet presterade avsevärt bättre på Billboards förgreningslistor; på R&B-albumlistan klättrade den till tjugofemte plats och höll sig kvar på listan i nästan ett helt år. På Billboard Top Heatseekers, en topplista som mäter försäljningen av album för nya artister, klättrade skivan upp till förstaplatsen. Sammanlagt framhävde albumet sex stycken musiksinglar, däribland albumets första singel, "Sentimental" som blev en stor hit på USA:s R&B-singellista och uppföljaren "Who Do U Love" som blev en ännu större hit både inhemskt och internationellt än föregångaren och sammanlagt såldes i över 500 000 exemplar. Debutalbumet blev en kritikerhyllad succé som efter en tid sålde över en miljon kopior enbart i USA. Följande år mottog Deborah Cox flera priser och nomineringar; hon vann en Juno Award med utmärkelsen "Best R&B/Soul Recording" för debutalbumet samt nominerades till American Music Awards för "Favorite New Artist - Soul/Rhythm & Blues". 
Deborah Cox turnerade större delen av 1996 och lärde sig samtidigt att ta större kontroll över sin egen karriär. Sångerskan bytte även manager och styrde upp affärerna på ett bättre sätt. "Jag började förstå att det handlar om affärerna – inte om vänskap. Det hjälpte mig att lösgöra mig artistiskt." mindes Cox vid en tillbakablick. Följande år spelade Cox in ett soundtrack, "Things Just Ain't the Same", till filmen Money Talks. Låten gavs ut som singel men misslyckades dessvärre att ta sig över topp-fyrtio på USA:s singellista Billboard Hot 100. En dansremix av låten släpptes senare och denna hade betydligt större framgång och toppade USA:s danslista i flera veckor.

### 1998–2001:One Wish
I början av 1998 började Deborah Cox, som nu hade fått större inflytande hos sitt skivbolag, att handplocka musikproducenter och låtar för en uppföljare till debutalbumet. Sångerskan skrev tre låtar själv till albumet och arbetade med David Foster, DJ Quik och Naughty by Natures Kay Gee på resten av materialet. Vokalisten och låtskrivaren Montell Jordan och musikproducenten Shep Crawford komponerade tillsammans en demoversion av en gospelinfluerad ballad vid namn "Nobody's Supposed to Be Here". De spelade låten för Cox som bokstavligt tappade hakan. "Jag bara visste i mitt hjärta att jag skulle spela in den låten." avslöjade hon i en intervju med musiktidningen Ebony och fortsatte: "Jag har alltid velat göra något som skulle ta mig i en helt annan riktning än vad jag tidigare gjort." Låten valdes senare som skivans ledande singel och tillbringade rekordmånga fjorton veckor på toppen av USA:s R&B-singellista samt åtta veckor som tvåa på USA:s singellista Billboard Hot 100. Singeln, som en kort tid senare certifierades platina av RIAA, är Coxs bäst säljande och listpresterande singel hittills i karriären. Tack vare den första singelns popularitet skyndade sig Arista Records att ge ut Coxs andra studioalbum, One Wish, som hade stor framgång på USA:s R&B-albumlista där den klättrade till fjortonde plats och sammanlagt tillbringade hela sextiofyra veckor. One Wish blev också ännu en listetta för Cox på Billboards Top Heatseekers, men lyckades inte nå en högre placering än sjuttiotvå på albumlistan Billboard 200. 
Under 1999 hade One Wish certifierats guld av RIAA samtidigt som Deborah Cox hade en stor turné tillsammans med R. Kelly för att marknadsföra skivan. Albumets andra singel, "It's Over Now", skrevs och producerades av Kay Gee och gavs ut den 4 maj 1999.. Låten misslyckades att matcha första singelns framgångar men blev en ytterligare listetta på USA:s danslista. "We Can't Be Friends", en duett med R. L. Huggar från bandet Next, valdes ut som skivans fjärde singel. Låten blev ytterligare en stor hit för Deborah Cox med en åttonde plats på USA:s singellista Billboard Hot 100 och en förstaplats på USA:s R&B-singellista. Efter att ha blivit utsedd till en av 90-talets mest framgångsrika och välkända artister inledde Deborah Cox ett samarbete med den Grammy Award-vinnande sångerskan Whitney Houston. Tillsammans spelade kvinnorna in en duett vid namn "Same Script, Different Cast". Låten gavs ut som en singel år 2000 och blev snabbt en stor framgång på USA:s R&B-singellista där den nådde fjortonde plats, samt på USA:s danslista där den nådde förstaplatsen. 
Efter detta spelade Cox in en ny låt; "Absolutely Not!", ett soundtrack till filmen Dr. Dolittle 2 (2001). Remixversionen av singeln, som uppmuntrade kvinnor att stå upp för sig själva, blev en ytterligare listetta för Cox på USA:s danslista. Samma år gifte sig sångerskan med sin ungdomsförälskelse Lascelles Stephens vid en ceremoni i Negril, Jamaica. Hon började även att spela in material till ett tredje studioalbum i slutet av året.

### 2002–2007:The Morning After, skådespelardebut ochDestination Moon
Coxs tredje studioalbum, The Morning After, gavs ut i november 2002 av skivbolaget J Records. Den hiphop-inspirerade skivan producerades till stor del av Jermaine Dupri, Shep Crawford och Rodney "Darkchild" Jerkins. Albumet blev sångerskans hittills högst listpresterande musikalbum och klättrade till en sjunde plats på USA:s R&B-albumlista och till en trettioåttonde plats på Billboard 200. The Morning After tappade dock positioner på listorna och föll ur dem snabbare än föregående album. Albumet hade 2010 sålt i över 200 000 kopior, avsevärt mindre än One Wish och Deborah Cox. "Up & Down (In & Out)" valdes som skivans ledande singel och nådde en femtioåttonde plats på USA:s R&B-singellista, men misslyckades att ta sig in på någon annan musiklista.. De senare singlarna följde Deborah Coxs trend att toppa USA:s danslista men misslyckas att matcha liknande framgång på övriga listor: skivans andra singel "Mr. Lonely" och fjärde singel "Play Your Part" blev båda listettor på USA:s danslista men tog sig aldrig in på några andra listor. En tid senare skapade sångerskan dock återigen musikhistoria när hennes cover av Phil Collins "Something Happened on the Way to Heaven" tillbringade hela tio veckor som etta på USA:s danslista. 
År 2004 gjorde Deborah Cox Broadwaydebut i musikalen Aida. Sångerskans prestationer hyllades av kritiker som uppskattade Coxs skådespeleri. Richard Ouzounian, skribent för nyhetstidningen Toronto Star, lyfte fram henne som den bästa "Aidan" hittills.. Cox, som vid tidpunkten kände allt starkare missnöje över musikbranschen och dess alltmer datordrivna karaktär valde att göra ett uppehåll med musiken och gick bara in i studion en gång under året för att spela in en remix av "Easy as Life". Efter att ha spelat i Aida fram till april, 2004, förlängde hon sedan sitt kontrakt fram till september. Följande år spelade hon in filmmusik, "Nobody Cares", till Hotel Rwanda.
Efter att mer eller mindre varit borta från musikbranschen sedan 2002 då hon gav ut The Morning After, återkom sångerskan år 2007 med en jazztribut till den legendariska sångerskan Dinah Washington. Destination Moon släpptes den 19 juni 2007, och bestod av en samling jazz och blues-orienterade låtar. "Det är ett konceptalbum jag har haft i tankarna i flera år. En sida av mig själv som jag har hållit dold." förklarade sångerskan i en intervju. Många ställde sig frågande över Coxs karriärval att efter flera år komma tillbaka med en samling gamla låtar. "Ett konstigt val av en artist vars popularitet långsamt har ebbat ut sedan sitt första album." skrev Allmusic i deras recension av skivan. Många kritiker uppmärksammade dock Deborah Coxs röst och menade att hon "aldrig har låtit bättre". Sångerskans första album på över fyra år visade sig bli en kommersiell succé på jazzmarknaden. Destination Moon klättrade till förstaplatsen på ITunes jazzlista och tog sig till en tredje plats på Billboards jazzalbumlista där albumet sammanlagt tillbringade fjorton veckor. Jazzalbumet visade sig även vara framgångsrik på andra musikmarknader och klättrade till tjugofjärde plats på USA:s R&B-albumlista. Cox nya album blev även uppskattat av kritiker som tyckte att albumet var "lekfullt" och "fräscht". Destination Moon rankades även som en av de tio bästa jazzalbumen under 2007 och belönades med en Grammy Award-nominering i kategorin "Best Engineered Album - Non Classical". "Mänskor ska få en känsla av optimism och känna att bra musik fortfarande är här. Att de uppskattar skivan. Det är vad jag hoppas att albumet lämnar för avtryck." sade Cox om allbumet.

### 2008–2010:The Promiseoch "The Queens Project"
I början av 2008 grundade Deborah och hennes make Lascelles Stephens sångerskans eget skivbolag Deco Recording Group som distribueras av Image Entertainment. Därefter återupptog hon arbetet med sitt femte studioalbum som legat på planeringsstadiet sedan 2006. Eftersom sångerskans förra album, Destination Moon, bestod av jazz kände Coxs att det var dags att återvända till R&B-genren efter över 6 år; "Jag har haft lyckan att få röra mig i många olika musikgenrer men jag har verkligen saknat att göra R&B och tyckte att det var dags att återvända till det."

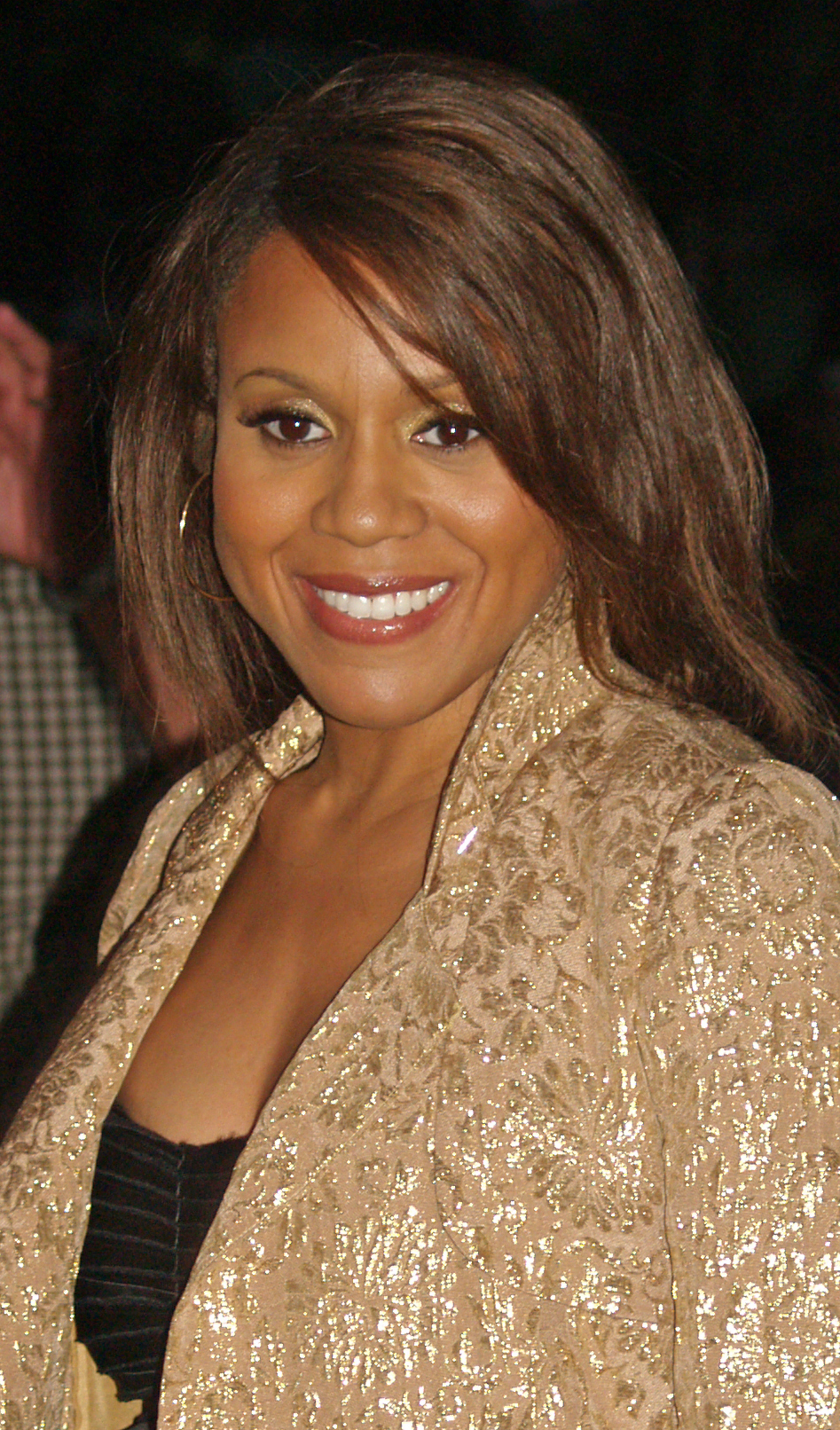
Deborah Cox år 2008

Den 24 augusti hade den kommande skivans ledande singel, balladen "Did You Ever Love Me", premiär i USA. Singelns presterande på musiklistorna blev dock en besvikelse; den klättrade som högst till en sextionionde placering på USA:s R&B-singellista och misslyckades att ta sig in på någon av Billboards andra populära musiklistor. Samtidigt arbetade Coxs i studion tillsammans med musikproducenter som John Legend, Jimmy Jam och Terry Lewis, Big Jim Wright, Shep Crawford och Devo Springsteen. Sångerskans nya album, The Promise släpptes slutligen den 11 november 2008. The Promise debuterade på en 106:e plats på USA:s albumlista Billboard 200 och misslyckades att klättra högre. Som vid tidigare albumutgivningar hade albumet större framgång på USA:s R&B-albumlista där det klättrade till en fjortonde plats. Trots skivans respektingivande prestationer på R&B-marknaden står albumet idag för sångerskans lägsta förstaveckasförsäljning med 6 419 sålda kopior. Fram till september 2009 hade skivan sålt 38 700 kopior i USA. The Promise andra singel, "Beautiful U R", släpptes digitalt till Amazon och Itunes den 16 september. Därefter släpptes den internationellt, och den blev därmed Coxs första singel att ges ut internationellt sedan 90-talet. Låten blev Coxs största framgång sedan "We Can't Be Friends" 1998 och certifierades snabbt med guld för 20 000 digitala nedladdningar. Singeln hade fortsatt stor framgång i Kanada, där den klättrade till tjugoförsta plats på Hot Canadian Digital Singles och till tionde plats på Canadian Hot 100. Utöver detta hade hitten även topp-tio placeringar på de flesta Adult contemporary-listor i Coxs hemland. I USA blev "Beautiful U R" sångerskans tionde listetta på landets danslista. Skivans tredje och sista singel, "Saying Goodbye", släpptes endast som en radiosingel utan någon medföljande musikvideo. Den misslyckades att matcha föregångarens framgångar och tog sig inte in på någon musiklista men blev snabbt en av de mest spelade singlarna på radiostationerna i Kanada. År 2009 nominerades The Promise till en Juno Award i kategorin "Best R&B Album" samtidigt som sångerskan turnerade i USA tillsammans med David Foster.
I september år 2009 avslöjades att Deborah Cox och två R&B-kompanjoner Tamia och Kelly Price hade format en ny supergrupp vid namn TDK. Gruppen sattes ihop av Shep Crawford som tidigare producerat Coxs "Nobody's Supposed To Be Here" och Price' "As We Lay". Samma månad avslöjades att gruppen påbörjat arbetet på ett debutalbum; The Queen Project, med producenter som Warryn Campbell, Kenneth "Babyface" Edmonds, R. Kelly, Raphael Saadiq och Crawford. Skivans första singel, "Queen", planerades att ges ut tidigt år 2010. I mitten av 2010 avslöjade dock sångerskan Tamia att projektet inte hade någon närliggande planerad utgivning och att gruppen nog hade varit lite för "naiva" med tidsplaneringen; "Vi hade luckor samtidigt i våra kalendrar men nu planerar Deborah sina Broadway-shower, Kelly arbetar på sitt kommande album och jag likaså. Jag tror att arbetet får ligga på is ett tag."

### 2011–framåt: Kommande sjätte studioalbum och Broadway
Vid slutet av 2010 cirkulerade flera rykten på olika nyhetssidor om att Cox skulle återkomma till Broadway. I mitten av 2010 meddelade sångerskan själv i en intervju att hon kommer att ha huvudrollen i en ny pjäs om 1930-talets Joséphine Baker, en fransk sångerska och människorättskämpe. Under 2013 spelade Cox rollen som Lucy i Broadway-musikalen Jekyll & Hyde, på Marquis Theatre. Den nya pjäsen om Joséphine Baker, Josephine, med Cox i huvudrollen, hade premiär i maj 2016 på teatern Asolo Rep i Florida. I slutet av 2016 spelade Cox rollen som Rachel Marron i musikalen The Bodyguard, baserad på filmen med samma namn, med premiär på Paper Mill Playhouse.
I november 2011 släppte Cox singeln "If It Wasn't For Love" på Itunes. Låten blev i januari 2012 sångerskans elfte listetta på Billboards Hot Dance Club Songs, USA:s danslista. Under hösten 2013 släppte hon tillsammans med DJ Paige singeln "Higher" som i januari 2014 blev hennes tolfte listetta på USA:s danslista. I februari 2015 meddelades det att Cox finslipade sitt sjätte studioalbum, Work of Art. Samma år gav hon ut singlarna "Kinda Miss You" och "More Than I Knew". Tidskriften Huffington Post tillkännagav i februari att "Kinda Miss You" skulle ges ut som huvudsingel. Den 13 april meddelade dock Billboard att "Kinda Miss You" hade ersatts av "More Than I Knew" som huvudsingel för albumet.
I juni 2017 gav Cox ut singeln "Let the World Be Ours Tonight" som i september blev sångerskans trettonde listetta på USA:s danslista.

## Diskografi

### Studioalbum
- 1995 – Deborah Cox
- 1998 – One Wish
- 2002 – The Morning After
- 2007 – Destination Moon
- 2008 – The Promise
- TBA – Work of Art